# キンバリー・ケイン
キンバリー・ケイン（Kimberly Kane、 1983年8月28日 - ）は、アメリカ合衆国のポルノ女優。ワシントン州出身。

## 出演作品
- スマター・トレック／ネクスト・ジェネレーション
- ギャラクシー・エンジェルズ
- ドバットマン
- 放課後クラブ　ノーセックス・ノーライフ
- ヤバイオ・ハザード